# Klaus Siebert
Klaus Siebert (ur. 29 kwietnia 1955 w Schlettau, zm. 24 kwietnia 2016 w Altenbergu) – niemiecki biathlonista reprezentujący NRD, wicemistrz olimpijski, wielokrotny medalista mistrzostw świata, a także zdobywca Pucharu Świata.

## Kariera
Pierwszy sukces w karierze osiągnął w 1975 roku, zdobywając brązowy medal w sprincie podczas mistrzostw świata w Anterselvie. Wyprzedzili go jedynie dwaj reprezentanci ZSRR: Nikołaj Krugłow i Aleksandr Jelizarow. Był tam też czwarty w sztafecie i ósmy w biegu indywidualnym. Rok później wywalczył złote medale w sprincie i sztafecie podczas mistrzostw świata juniorów w Mińsku. Brązowy medal zdobył też na mistrzostwach świata w Vingrom w 1977 roku, gdzie razem z Manfredem Beerem, Frankiem Ullrichem i Manfredem Geyerem był trzeci w sztafecie.
Kolejne dwa medale wywalczył podczas mistrzostw świata w Hochfilzen w 1978 roku. Najpierw był siódmy w biegu indywidualnym, jednak dwa dni później był już trzeci w sprincie. Uległ tam jedynie swym rodakom: Ullrichowi i Eberhardowi Röschowi. Ponadto sztafeta NRD w składzie: Beer, Siebert, Ullrich i Rösch zdobyła złoty medal. Na rozgrywanych rok później mistrzostwach świata w Ruhpolding ponownie dwukrotnie stanął na podium. Zwyciężył w biegu indywidualnym, zostając drugim niemieckim biathlonistą w historii, który tego dokonał. Wyprzedził tam Aleksandra Tichonowa z ZSRR i Sigleifa Johansena z Norwegii. Ponadto wspólnie z Beerem, Ullrichem i Röschem obronił tytuł mistrzów świata w sztafecie.
Brał też udział w Zimowych Igrzyskach Olimpijskich w 1980 w Lake Placid, zdobywając srebrny medal w sztafecie. Reprezentacja NRD wystąpiła tam w składzie: Mathias Jung, Klaus Siebert, Frank Ullrich i Eberhard Rösch. Zajął tam też 15. miejsce w biegu indywidualnym oraz czwarte w sprincie, przegrywając walkę o podium z Anatolijem Alabjewem z ZSRR. Były to jego jedyne starty olimpijskie.
W zawodach Pucharu Świata zadebiutował 13 stycznia 1978 roku w Ruhpolding, wygrywając bieg indywidualny. Były to pierwsze w historii zawody tego cyklu, tym samym już w swoim debiucie nie tylko stanął na podium ale został pierwszym zwycięzcą zawodów PŚ. Wyprzedził tam Eberharda Röscha oraz Andreasa Schweigera z RFN. W kolejnych startach jeszcze 15 razy plasował się w czołowej trójce, odnosząc jeszcze siedem zwycięstw: 24 lutego 1978 roku w Anterselvie i 31 marca 1978 roku w Sodankylä wygrywał sprint, a 1 kwietnia 1978 roku w Sodankylä, 28 stycznia 1979 roku i 18 stycznia 1980 roku w Ruhpolding, 24 lutego 1980 roku w Anterselvie oraz 20 marca 1980 roku w Hedenäset był najlepszy w biegu indywidualnym. W sezonie 1978/1979 zdobył Kryształową Kulę za zwycięstwo w klasyfikacji generalnej, a w sezonach 1977/1978 i 1979/1980 był drugi.
Po zakończeniu kariery poświęcił się pracy trenerskiej. Był między innymi szkoleniowcem austriackich biathlonistów w latach 2002–2005, a od 2006 kobiecej reprezentacji Chin. W latach 2008–2014, był trenerem białoruskich biathlonistek. Doprowadził Darję Domraczewą do złotych medali igrzysk olimpijskich oraz mistrzostw świata. Zrezygnował ze swojego stanowiska po sezonie 2013/2014, ze względu na chorobę nowotworową.

## Osiągnięcia

### Igrzyska olimpijskie
| Rok  | Miejscowość | Konkurencje | Konkurencje | Konkurencje | Konkurencje | Konkurencje | Konkurencje | Konkurencje |
| Rok  | Miejscowość | IN          | SP          | PU          | MS          | RL          | MR          | SR          |
| ---- | ----------- | ----------- | ----------- | ----------- | ----------- | ----------- | ----------- | ----------- |
| 1980 | Lake Placid | 15.         | 4.          | nd.         | nd.         | 2.          | nd.         | –           |

### Mistrzostwa świata
| Rok  | Miejscowość | Konkurencje | Konkurencje | Konkurencje | Konkurencje | Konkurencje | Konkurencje | Konkurencje |
| Rok  | Miejscowość | IN          | SP          | PU          | MS          | RL          | MR          | SR          |
| ---- | ----------- | ----------- | ----------- | ----------- | ----------- | ----------- | ----------- | ----------- |
| 1975 | Anterselva  | 8.          | 3.          | nd.         | nd.         | 4.          | nd.         | –           |
| 1977 | Vingrom     | 24.         | 12.         | nd.         | nd.         | 3.          | nd.         | –           |
| 1978 | Hochfilzen  | 7.          | 3.          | nd.         | nd.         | 1.          | nd.         | –           |
| 1979 | Ruhpolding  | 1.          | 17.         | nd.         | nd.         | 1.          | nd.         | –           |

### Puchar Świata

#### Miejsca w klasyfikacji generalnej
| Sezon     | Miejsce |
| --------- | ------- |
| 1977/1978 | 2.      |
| 1978/1979 | 1.      |
| 1979/1980 | 2.      |

#### Miejsca na podium chronologicznie
| Lp. | Dzień       | Rok  | Miejscowość | Konkurencja                | Lokata | Pudła   | Czas biegu | Strata  | Zwycięzca          |
| --- | ----------- | ---- | ----------- | -------------------------- | ------ | ------- | ---------- | ------- | ------------------ |
| 1.  | 13 stycznia | 1978 | Ruhpolding  | Bieg indywidualny na 20 km | 1.     | 1       | 1:09:42,0  | –       | –                  |
| 2.  | 24 lutego   | 1978 | Anterselva  | Sprint na 10 km            | 1.     | ?       | ?          | –       | –                  |
| 3.  | 4 marca     | 1978 | Hochfilzen  | Sprint na 10 km            | 3.     | 0+0     | 32:17,4    | +45,4   | Frank Ullrich      |
| 4.  | 1 kwietnia  | 1978 | Sodankylä   | Bieg indywidualny na 20 km | 1.     | 2       | 1:08:26,4  | –       | –                  |
| 5.  | 21 lutego   | 1979 | Anterselva  | Bieg indywidualny na 20 km | 3.     | ?       | ?          | ?       | Aleksandr Tichonow |
| 6.  | 23 lutego   | 1979 | Anterselva  | Sprint na 10 km            | 3.     | ?       | ?          | ?       | Władimir Barnaszow |
| 7.  | 28 stycznia | 1979 | Ruhpolding  | Bieg indywidualny na 20 km | 1.     | 0+0+1+0 | 1:07:40,1  | –       | –                  |
| 8.  | 30 marca    | 1978 | Sodankylä   | Bieg indywidualny na 20 km | 2.     | 2       | 1:08:22,0  | +2:22,0 | Anatolij Alabjew   |
| 9.  | 31 marca    | 1978 | Sodankylä   | Sprint na 10 km            | 1.     | 0+0     | 32:24,0    | –       | –                  |
| 10. | 7 kwietnia  | 1979 | Bardufoss   | Sprint na 10 km            | 3.     | 0+0     | 36:15,0    | +12,0   | Sigleif Johansen   |
| 11. | 18 stycznia | 1980 | Ruhpolding  | Bieg indywidualny na 20 km | 1.     | 1       | 1:06:51,0  | –       | –                  |
| 12. | 19 stycznia | 1980 | Ruhpolding  | Sprint na 10 km            | 2.     | 2       | 34:52,0    | +9,0    | Frank Ullrich      |
| 13. | 24 lutego   | 1980 | Anterselva  | Bieg indywidualny na 20 km | 1.     | 0+0+0+0 | 1:08:44,0  | –       | –                  |
| 14. | 15 marca    | 1980 | Lahti       | Sprint na 10 km            | 3.     | 0+1     | 36:00,6    | +45,7   | Władimir Gawrikow  |
| 15. | 20 marca    | 1980 | Hedenäset   | Bieg indywidualny na 20 km | 1.     | ?       | ?          | –       | –                  |
| 16. | 22 marca    | 1980 | Hedenäset   | Sprint na 10 km            | 2.     | 1       | 30:28,0    | +24,0   | Frank Ullrich      |